# Алто Осписио
Алто Осписио (шп. Alto Hospicio) је општина у Чилеу. По подацима са пописа из 2002. године број становника у месту је био 50.190.

## Демографија
| 2002.  |
| ------ |
| 50.190 |